# Villey-le-Sec
Villey-le-Sec är en kommun i departementet Meurthe-et-Moselle i regionen Grand Est (tidigare regionen Lorraine) i nordöstra Frankrike. Kommunen ligger i kantonen Toul-Sud som tillhör arrondissementet Toul. År 2022 hade Villey-le-Sec 419 invånare.

## Befolkningsutveckling
Antalet invånare i kommunen Villey-le-Sec
| Referens: INSEE |